# Лонжа (цирк)
Ло́нжа (фр. longe — «длинный ремень», «верёвка») — приспособление, страхующее артистов цирка во время исполнения опасных трюков.

## Разновидности
Существуют несколько разновидностей лонжи:
- ручная лонжа используется для трюков, выполняемых на небольшой высоте. Представляет собой надеваемый на артиста широкий пояс, к которому крепятся две верёвки, свободные концы которых держат и при необходимости подтягивают два помощника;
- подвесные лонжи, у которых крепящийся к поясу страховочный трос пропущен через расположенный под куполом блок:
  - одинарная состоит из одного страховочного троса, пропускаемого через один блок, была впервые применена в 1881 году в цирке Ренца;
  - двойная состоит из двух страховочных тросов, пропускаемых через два блока, расположенных на значительном расстоянии друг от друга, была впервые использована в России в 1902 году в воздушно-гимнастическом номере Леотариса Матеуса;
- жокейская лонжа используется для страховки наездников во время репетиций;
- гроздевая лонжа используется для страховки трёх и более артистов.